# Humphrey Stafford, Buckingham hercege
Az angol Humphrey Stafford Buckingham 1. hercege volt, aki VI. Henrik angol király oldalán részt vett a rózsák háborújában.

## Családja
Apja Edmund Stafford, Stafford 5. grófja, anyja III. Eduárd angol király unokája, Gloucesteri Anna volt, aki egyedüli örököse volt apjának. Stafford egyéves korában apja elesett a Shrewsbury csatában, így megörökölte grófi címét. 1424-ben feleségül vette Anne Neville-t, aki tíz gyereket szült neki.

## Pályafutása
1420–1421-ben Franciaországban szolgált, majd V. Henrik angol király lovaggá ütötte. Alig 22 évesen már tagja volt VI. Henrik tanácsának. 1429-ben megkapta a térdszalagrendet, majd a franciaországi angol csapatok parancsnoka és Párizs kormányzója lett. Miután Bedford váltotta, Normandia parancsnoka lett. 1431-ben Perche őrgrófja lett, majd egy évvel később visszatért Angliába.
1436-ban részt vett egy rövid hadjáratban Flandriában. Anyja halálát követően, 1438 októberétől Buckingham grófi címét viselte. 1439 júniusában tagja volt a franciákkal béketárgyalást folytató angol küldöttségnek. 1442-ben Calais kapitányának nevezték ki. 1444. szeptember 14-én megkapta a buckinghami herceg címét. 1445–1446-ban vezető szerepet vitt a béketárgyalásokon.
1450-ben, a Jack Cade-lázadás összeomlása után részt vett a felkelők tárgyalásain Rochesterben. Ugyanebben az évben Dover és Queenborough várának, valamint Cinque kikötőinek felügyelője lett. Calais-i posztján Edmund Beaufort, Somerset hercege váltotta 1451-ben. Somerset és Plantagenet Richárd yorki herceg vitájában egyértelműen az előbbi oldalára állt. Ő mutatta meg az újszülött Eduárd herceget apjának, VI. Henriknek.
Megbízható támogatója volt Anjou Margit angol királynénak a York elleni küzdelmében. Az első Saint Albans-i csata előtt
nem támogatta Somersetnek azon javaslatát, hogy nyílt terepen ütközzenek meg. Úgy gondolta, hogy York nem támad rá a királyra, ezért azt tanácsolta, menjenek tovább Saint Albansbe. VI. Henrik rá hallgatott. Az ütközetben megsebesült az arcán, és a királlyal együtt fogságba esett.
York második régenssége idején közreműködött az ügyek intézésében, és eltávolodott a királynétól, de végül ismét szövetséget kötöttek. Amikor az ellenségeskedés ismét feltámadt a York-párt és a Lancaster-párt között, a király seregének vezetőjeként ott volt a ludfordi hídnál, amelyet ellenállás nélkül adtak fel a lázadó csapatok.  Az 1460. július 10-ei northamptoni csatában a Lancaster-sereget vezette. Amikor Warwick előreküldte egy emberét, hogy a nevében a királlyal tárgyaljon, Buckingham hercege ezt nem engedte, mondván: "Warwick grófja nem jelenhet meg a király előtt, ha mégis megteszi, meghal". A csatában Buckingham elesett, Grey Friarsnál temették el.